# Stjepan II. od Iberije
Stjepan II. od Iberije (gruz. სტეფანოზ II), iz dinastije Hosroida, bio je predsjedavajući knez Iberije (Kartlija, središnja i istočna Gruzija) od 637./642. do 650. godine.
Sin i nasljednik Adarnaza I., Stjepan je provodio očevu pro-bizantsku politiku i car ga je vjerojatno odlikovao titulom patricija. Bio je prisiljen priznati kalifa kao sizerena, 645. godine, kad su se Arapi doselili u Gruziju. Naslijedio ga je sin Adarnaz II.
Na vanjskoj kamenoj ploči crkve Svetog Križa u Mcheti spominju se glavni graditelji ove crkve: Stjepan patricius, Dmitar hypatos i Adarnaz hypatos koje su gruzijski učenjaci tradicionalno izjednačavali sa Stjepanom I, sinom Guarama; Dmitrom - Stjepanovim bratom, te Adarnazom I. Međutim, mišljenje koje je iznio povjesničar Kiril Tumanov ne slaže se s tim stavom, već poistovjećuje ove osobe sa Stjepanom II., Dmitrom (bratom Stjepana I.) i Adarnazom II. (sinom Stjepana II.)